# فینال جام اتحادیه فوتبال انگلستان ۲۰۰۷
فینال جام اتحادیه فوتبال انگلستان ۲۰۰۷، رقابت پایانی جام اتحادیه فوتبال انگلستان در سال ۲۰۰۷ میلادی است که مابین دو تیم باشگاه فوتبال چلسی و باشگاه فوتبال آرسنال در ورزشگاه میلنیوم کاردیف برگزار شده‌است.
این مسابقه که در تاریخ ۲۵ فوریه ۲۰۰۷ انجام شده‌است با نتیجه 2 بر 1 به سود تیم باشگاه فوتبال چلسی به پایان رسید.